# Vulcanocanthon seminulum
Vulcanocanthon seminulum là một loài bọ cánh cứng trong họ Bọ hung (Scarabaeidae).